# Rhaphuma ruficollis
Rhaphuma ruficollis là một loài bọ cánh cứng trong họ Cerambycidae.